# Nebahat Albayrak
Pour les articles homonymes, voir Albayrak.
Nebahat Albayrak, née le 10 avril 1968 à Şarkışla, est une femme politique néerlandaise, détentrice de la nationalité turque, membre du Parti travailliste (PvdA).
Entrée en 1997 à la Seconde Chambre des États généraux, elle est nommée secrétaire d'État du ministère de la Justice, notamment chargée du droit d'asile, de l'immigration et des naturalisations. Elle démissionne en 2010, lors de la rupture de la coalition gouvernementale. Elle quitte la vie politique deux ans plus tard.

## Biographie

### Études
Arrivée en 1970 aux Pays-Bas, elle est diplômée de l'université de Leyde en droit international et européen en 1993. Dans le cadre de ses études, elle assiste à plusieurs conférences à l'université d'Ankara et à Sciences-Po Paris.

### Carrière politique
Élue représentante à la Seconde Chambre en 1997 après avoir intégré la liste travailliste sur proposition de Jacques Wallage, elle est membre du Parlement jusqu'en 2007.
Le 22 février 2007, elle devient secrétaire d'État auprès du ministre de la Justice dans le cabinet Balkenende IV. Elle et Ahmed Aboutaleb sont les premiers membres musulmans d'un gouvernement néerlandais. Certains représentants du Parti pour la liberté tentent d'empêcher leur nomination en engageant une motion de censure envers les membres du cabinet possédant la double nationalité, en mettant en avant que cela pose un problème envers la loyauté pour le Royaume des Pays-Bas. La motion est rejetée sans le soutien d'aucun autre parti. Le 23 février 2010, elle quitte le cabinet avec les autres membres de PvdA.
De nouveau représentante entre 2010 et 2012, elle quitte la vie politique en choisissant de ne pas se représenter lors des élections législatives néerlandaises de 2012.